# Horacio Álvarez Clementi
Horacio Álvarez Clementi (Buenos Aires, 1958) es un exjugador e profesional de pádel y uno de los grandes impulsores de este deporte. Formó durante 4 años la pareja Nº1 del pádel argentino y mundial junto a Alejandro Lasaigues a fines de los años 1980.
Fue uno de los grandes impulsores del deporte, siendo uno de los fundadores de la primera Asociación de Pádel Argentino en 1987. Tras su retiro y cuando aún estaba en actividad, fue uno de los grandes entrenadores e instructores de pádel. A nivel profesional ha entrenado a la mayoría de los mejores jugadores de pádel de la historia, incluyendo Alejandro Lasaigues, Fernando Belasteguín, Pablo Lima, entre muchos otros.

## Carrera deportiva
Desde chico jugó al tenis, siendo pupilo de Gerardo Wortelboer, exentrenador argentino de Copa Davis y con quien puso una academia de tenis luego de dejar el circuito de tenis.
Comenzó a jugar al pádel con 28 años, en los inicios de popularidad del deporte en Argentina, en la década de 1980. En 1987 fue uno de los fundadores de la primera Asociación de Pádel Argentino, junto a Mauricio Macri, Diógenes de Urquiza, entre otros.
En 1988 juega el circuito profesional de pádel argentino junto al joven Alejandro Lasaigues y rápidamente se colocan como la pareja Nº1 de la Argentina y el mundo, ganando varios torneos. En compañía de Lasaigues siguió jugando hasta 1991, siendo los Nº1 en todos esos años. Siendo el circuito argentino el único circuito profesional del mundo hasta ese momento, esto lo ubica en el selecto grupo que ha logrado alcanzar formar parte de la mejor dupla del pádel mundial. Durante esos años, Horacio no sólo participaba de tornoes sino que se encargaba de organizar varios de ellos junto a su empresa Master Producciones. También fue creador de los primeros cursos para entrenadores de pádel, avalado por la Asociación.
En 1992 formó parte del equipo argentino campeón del primer Campeonato Mundial de Pádel. En la final, Argentina derrotó a España 3-0, con el tercer punto aportado por Álvarez Clement en dupla con Alejandro Sanz. En la modalidad por parejas, alcanzó las semifinales junto a Diego De la Torre, cayendo ante los campeones Alejandro Lasaigues / Roby Gattiker. 
Luego siguió jugando el circuito argentino junto a jugadores como Alejandro Novillo y Jamie Serrano aunque su fuerte se concentró en la enseñanza del pádel al más alto nivel. Por su academia pasaron los mejores jugadores de pádel del mundo. En 2018 entrenó a los Nº1 del mundo Fernando Belasteguín / Pablo Lima